# Basilika St. Antonius (Rybnik)

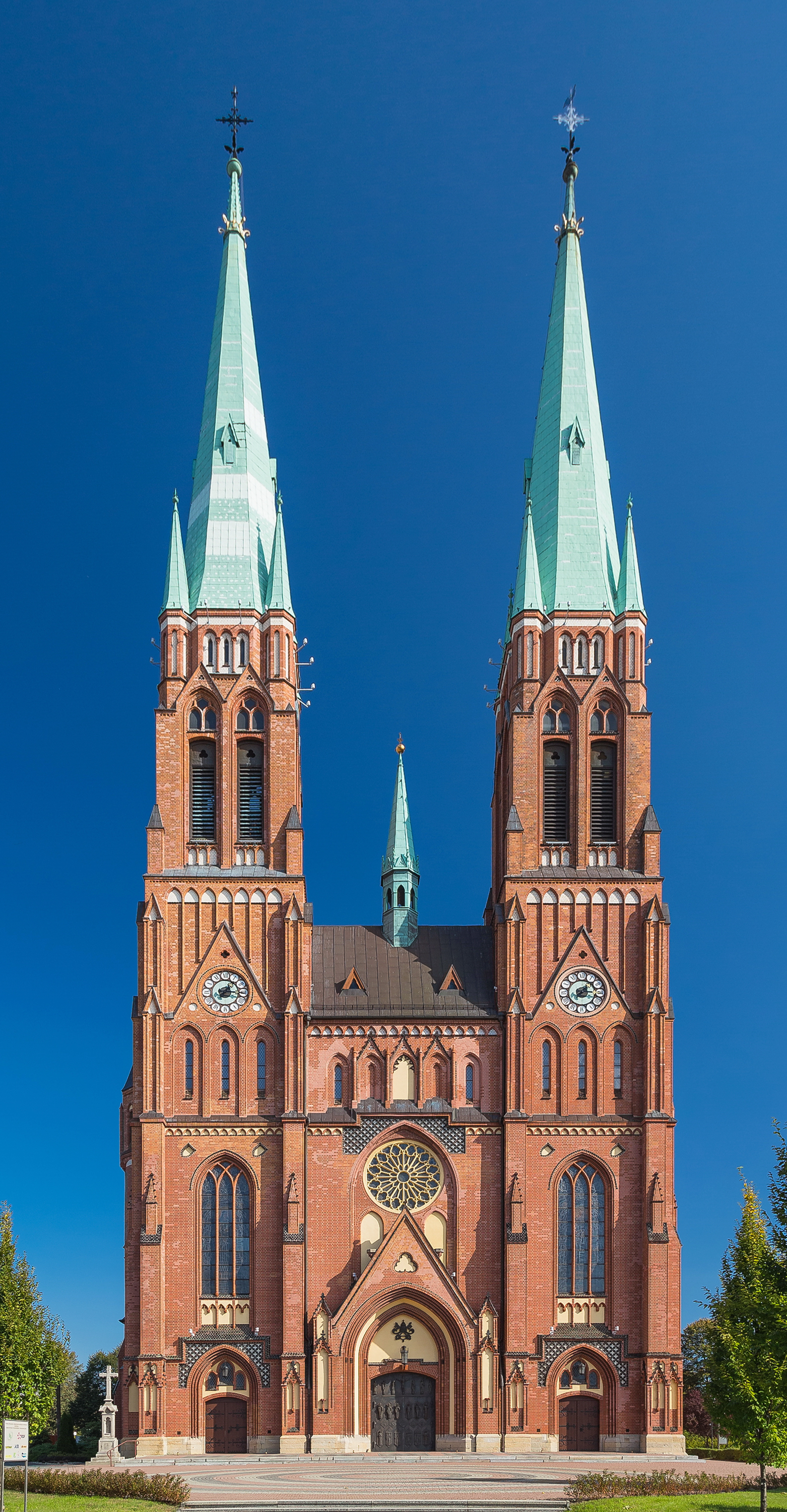
Basilika St. Antonius von Padua

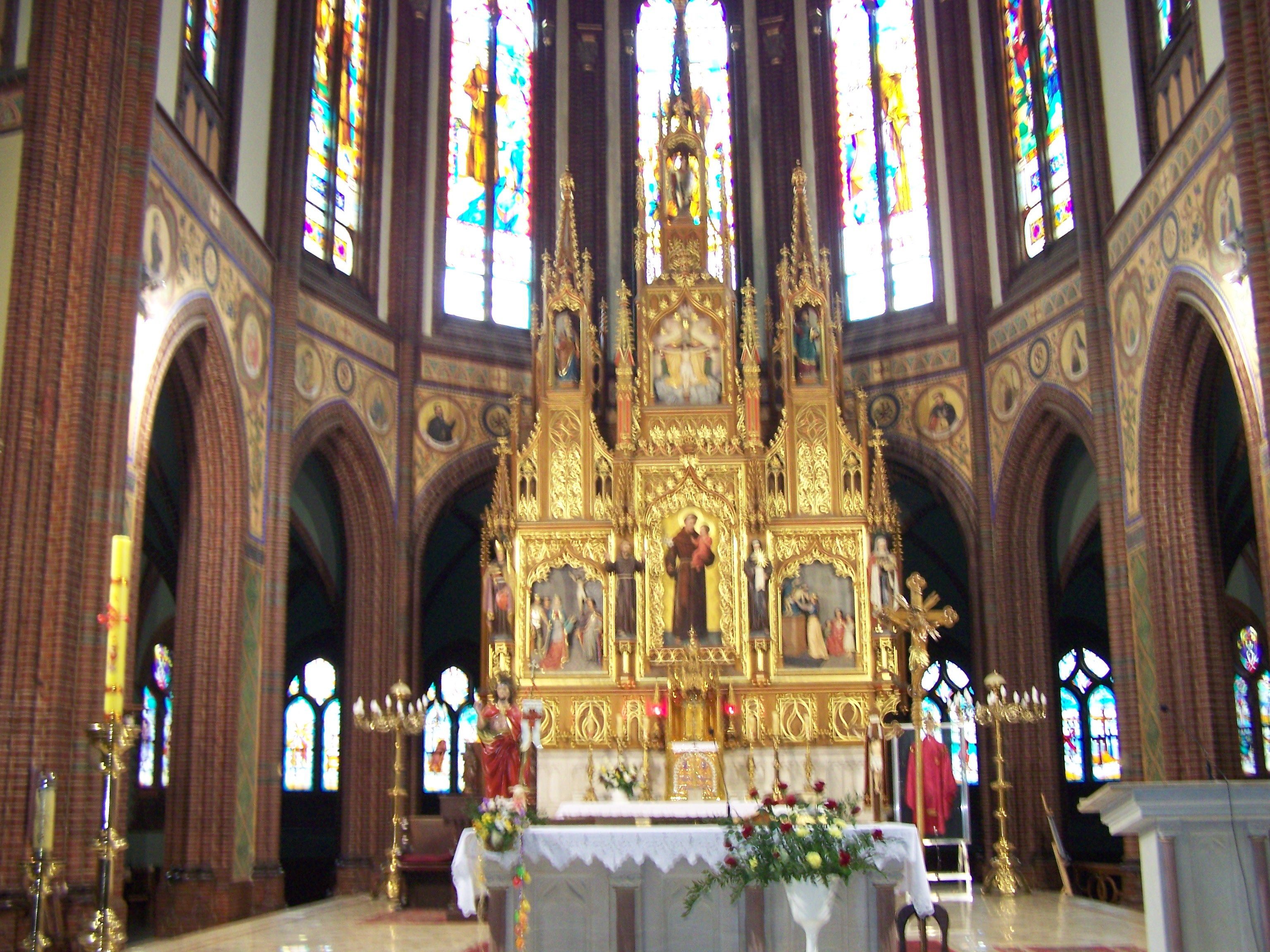
Altarraum

Die Basilika St. Antonius von Padua (polnisch Bazylika św. Antoniego Padewskiego) ist eine römisch-katholische Kirche im Stadtzentrum von Rybnik, Schlesien, Polen. Die Pfarrkirche des Erzbistums Katowice ist Antonius von Padua geweiht und trägt den Titel einer Basilica minor. Die neugotische Kirche vom Anfang des 20. Jahrhunderts besitzt zwei Türme, deren Höhe mit 80 bis 97 Meter angegeben werden, und ist denkmalgeschützt.

## Geschichte
In Rybnik wurde 1823 eine Kapelle gebaut, in der eine Statue des Schutzpatrons Antonius aus dem 17. Jahrhundert aufgestellt wurde. Die heutige Kirche wurde zwischen 1903 und 1906 nach Plänen des Architekten Ludwig Schneider (1854–1943) erbaut, ein regionaler Kirchenarchitekt aus Oppeln. Sie wurde 1915 von Kardinal Adolf Bertram geweiht. Infolge einer Dynamitexplosion am 22. Juni 1921 am Bahnhof in Rybnik erlitt die Kirche schwere Schäden. Auch während des Zweiten Weltkriegs kam es 1945 zu erheblichen Zerstörungen. Die 1952 renovierte Kirche wurde 1957 Sitz der Pfarrgemeinde. Am 14. Oktober 1959 brannte der Nordturm der Kirche ab, die Orgel wurde ebenfalls zerstört. Papst Johannes Paul II. verlieh der Kirche 1993 den Titel einer Basilica minor.

## Architektur
Die neugotische Kirche wurde als dreischiffige Hallenkirche entworfen und aus Ziegelstein erbaut. Ihr Hauptschiff ist deutlich breiter als die Seitenschiffe, die als Chorumgang weitergeführt werden. Der Chor schließt nach zwei Jochen mit einer fünfseitigen Apsis. Ihre Länge beträgt 68 Meter, die Breite bis zu 40 Meter. Die Säulen sind in unverputztem Ziegelstein ausgeführt wie auch die Grate der 30 Meter hohen Kreuzgratgewölbe. Deren Flächen sind im Langhaus und den Querschiff blau gestaltet, oberhalb von Chor und Vierung türkis. Die beiden Türme der Zweiturmfassade dominieren mit ihrer Höhe das Stadtbild, als Angaben sind Höhen von 80 bis 97 Meter aufzufinden.  Oberhalb des Eingangs und der angedeuteten Vierung erheben sich Dachreiter alle Turmhelme sind kupferverkleidet.

## Ausstattung
Der neugotische Altar wie auch die Kanzel stammen vom Breslauer Kunstschreiner Carl Buhl. In ihm befindet sich eine Statue des heiligen Antonius, des Schutzpatrons der Region Rybnik. Es handelt sich um eine volkstümlich-barocke Skulptur, die aus dem 16. oder 17. Jahrhundert, sie stammt wahrscheinlich aus der ehemaligen Pfarrkirche und stand 1828–1906 in einer Kapelle, wo die heutige breite Treppe zum Basilika-Platz aufführt. Die Kreuzwegstationen aus Oberammergau sind in die Seitenwände eingelassen. Die Kirchturmuhr stammt von Johann Mannhardt aus München. Zur Jahreswende 1999/2000 wurde die Basilika mit neuen Buntglasfenstern mit einer Gesamtfläche von 300 m² ausgestattet. Die Glasmalereien im Chor stellen Szenen aus dem Leben von Antonius von Padua dar. Anlässlich des 100-jährigen Bestehens der Kirche wurde im Südturm die Glocke „Göttliche Barmherzigkeit“ mit einem Gewicht von 3,5 Tonnen ergänzt, sie wurde von der Glockengießerei Grassmayr bei Innsbruck gegossen. Es wurden auch ein Carillon mit 15 Glocken aus Passau installiert, das die Melodie des Liedes Antonius, unser Schutzpatron spielt.